# Мечеть ібн Юсуфа
Мечеть ібн Юсуфа — історична мечеть у медині Марракеша, Марокко, названа на честь альморавідського еміра Алі ібн Юсуфа. Вона вважається однією з найстаріших і найважливіших мечетей у місті.

## Історія
Першу мечеть у Марракеші зведено альморавідським еміром Юсуфом ібн Ташфіном у 1070-х, яка мала служити головною мечеттю нещодавно заснованого міста. Вона була однією з перших цегляних будівель у місті, і ібн Ташфін, за переказами, особисто займався змішуванням розчину та укладанням цегли. Його син і наступник Алі ібн Юсуф побудував грандіозну нову центральну мечеть, названу Масджид ас-Сікайя («мечеть фонтана») через великий фонтан з мармуровим басейном у внутрішньому дворі. Вона коштувала майже 60 000 золотих динарів і була завершена між 1121 та 1132. Це була найбільша мечеть, побудована в імперії Альморавідів, з прямокутною основою, що займає площу 120 на 80 метрів, і мінаретом висотою близько 30 метрів. Навколо неї організовано планування міста, що зростає, і разом із сусідніми базарами вона стала центром міського життя раннього Марракеша. Розташований неподалік Кубба аль-Баадійін, один з монументальних павільйонів для обмивання, був з'єднаний з нею.
Коли Альмохади перемогли Альморавідов і захопили Марракеш у квітні 1147, халіф Абд аль-Мумін вважав, що первісна мечеть була споруджена з помилкою в орієнтації (її міхраб був спрямований приблизно на шість градусів на південь від Мекки), і її швидко зруйнували. Альмохади звели її місці нову переорієнтовану центральну мечеть. Однак Альмохадам не вдалося забути назву колишньої мечеті, і вона залишилася відомою як «мечеть Алі ібн Юсуфа».
Мечеть ібн Юсуфа відремонтована близько 1563 за наказом саадитського шарифу Абдаллаха I аль-Галіба. Приблизно в цей же час почало змінюватися планування міста: нові житлові райони та базари розташовувалися далі на захід, поряд з мечеттю Аль-Кутубія та новою мечеттю Аль-Муассін. Таким чином, район старої мечеті ібн Юсефа перестав займати центральне місце в житті міста. На розчищеному просторі Саадити звели велику медресе Бен Юсуфа в 1563-1564, прямо на схід від мечеті, тим самим давши їй нове життя як мечеті богословів.
Мечеть, що занепадає протягом XVII і XVIII століть, була майже повністю перебудована на початку XIX століття алауїтським султаном Сулейманом, і від її первісного альморавідського або альмохадського вигляду майже не залишилося і сліду.
Нині вона продовжує служити однією з найважливіших мечетей у Марракеш. За традицією, каді (релігійний суддя) мечеті ібн Юсуфа має юрисдикцію над усім Марракеш і навіть над віддаленими районами. Мечеть не доступна відвідування немусульманами.